# Unchallenged Hate
Unchallenged Hate ist eine deutsche Death-Metal-/Grindcore-Band aus Essen, Nordrhein-Westfalen. Der Name der Band ist dem gleichnamigen Song der Grindcore-Band Napalm Death entlehnt, was bereits Schlüsse sowohl auf die musikalische als auch die inhaltliche Ausrichtung zulässt. Als weitere Referenzen dienen beispielsweise Misery Index, Dying Fetus oder auch Brutal Truth.

## Geschichte
Unchallenged Hate wurde im Dezember 1997 in Essen, Nordrhein-Westfalen, von Schlagzeuger Carsten Rehmann (All the Ashes, Mercury Tide) und Gitarrist Robert Nowak (Jack Slater, Japanische Kampfhörspiele) gegründet. Komplettiert wurde die Besetzung wenige Wochen später durch Oliver Häde am Gesang und Stefan Kaminski am Bass.
Zusammen veröffentlichten sie 1999 die erste EP Cancer und im folgenden Jahr das erste vollständige Album Refuge. Beide CDs, wie auch alle weiteren Aufnahmen der Band, wurden von Carsten Rehmann unter Mithilfe durch Robert Nowak im eigenen Studio CKB Recording produziert.
Im Jahr 2002 folgte mit Politics das zweite Album der Band, welches das letzte mit Bassist Stefan Kaminski war, der 2003 überraschend verstarb.
Dem Einstieg des Bassisten Patrick Semper (ehemals Marauder) zu Beginn des Jahres 2005 folgte 2006 das Album The Art of Method, bevor Oliver Häde 2007 die Band verlassen musste.
Mit Michael Stift am Mikrofon wurde 2008 die Split-CD Earsplitting (mit By Brute Force) eingespielt. Dieser verließ Unchallenged Hate jedoch aus Zeitgründen, um sich seiner Hauptaufgabe als Bassist bei Phobiatic zu widmen.
Mit dem darauf folgenden Einstieg des Hagener Sängers Tobias (ehemals Mental Aberration u. a.) veröffentlichte man 2012 die LP New Hate Order, die erste Zusammenarbeit der Band mit dem Bielefelder Label Grind Attack.

## Diskografie
- 1999: Cancer (EP)
- 2000: Refuge
- 2002: Politics
- 2006: The Art of Method
- 2008: Earsplitting (Split mit By Brute Force)
- 2012: New Hate Order